# Liste von Musikmäzenen und -förderern
Dies ist eine Liste von Musikmäzenen und -förderern. In einigen Familien pflanzte sich die Musikliebhaberei und das Mäzenatentum fort. Die folgende Liste ist alphabetisch sortiert. Sie erhebt keinen Anspruch auf Aktualität oder Vollständigkeit. Auch einige Musiker und Komponisten zählen zu den Musikmäzenen und -förderern. Der Schwerpunkt der Liste liegt im Bereich der klassischen Musik.

## Persönlichkeiten

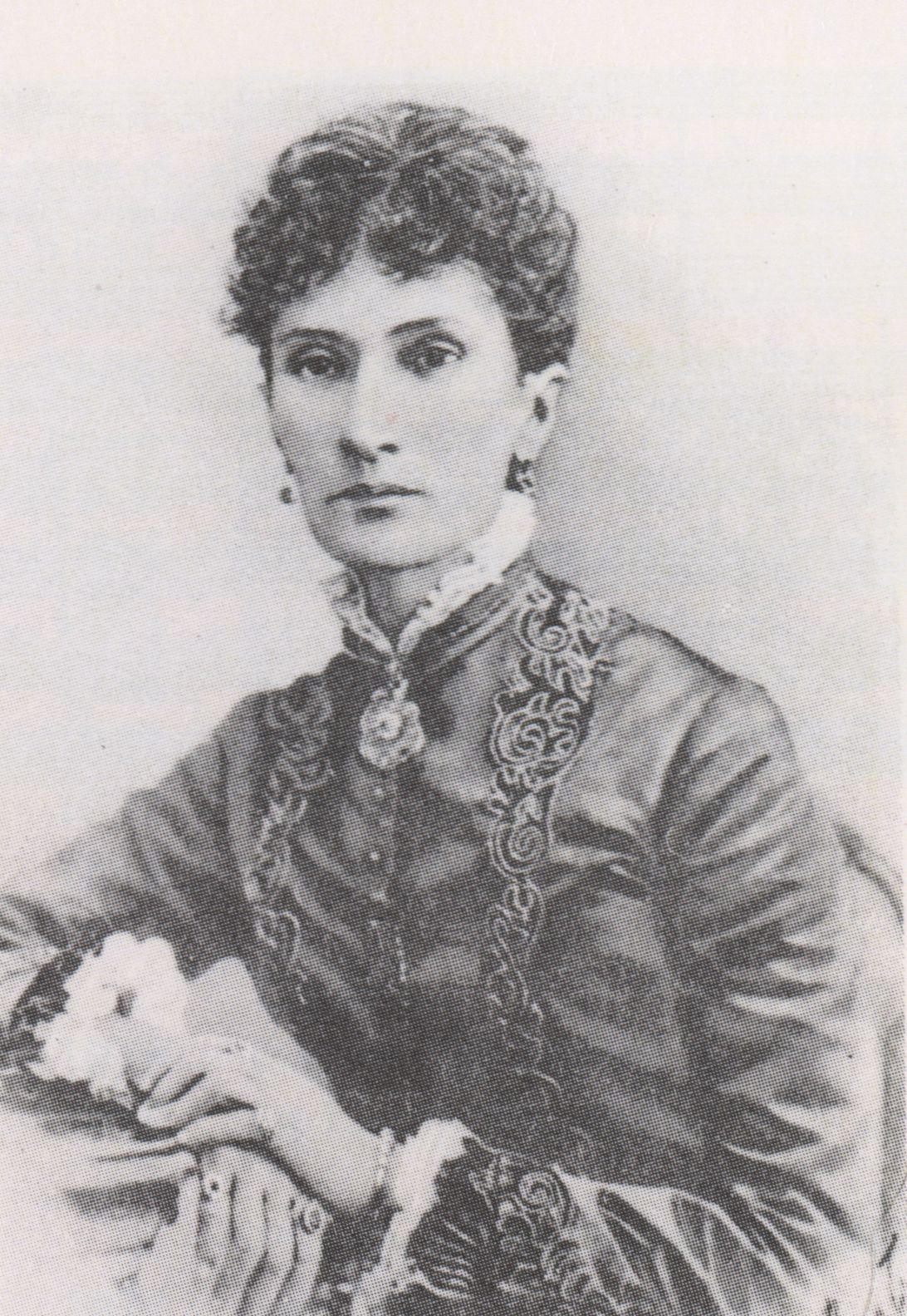
Nadeschda von Meck

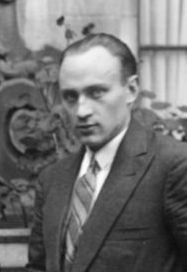
Paul Sacher

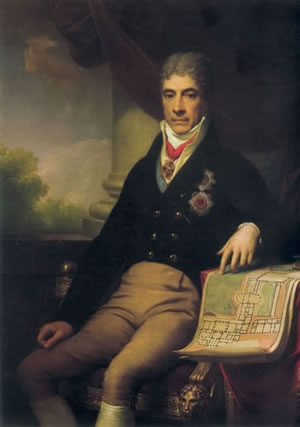
Andrei Rasumowski auf einem Gemälde von Johann Baptist von Lampi

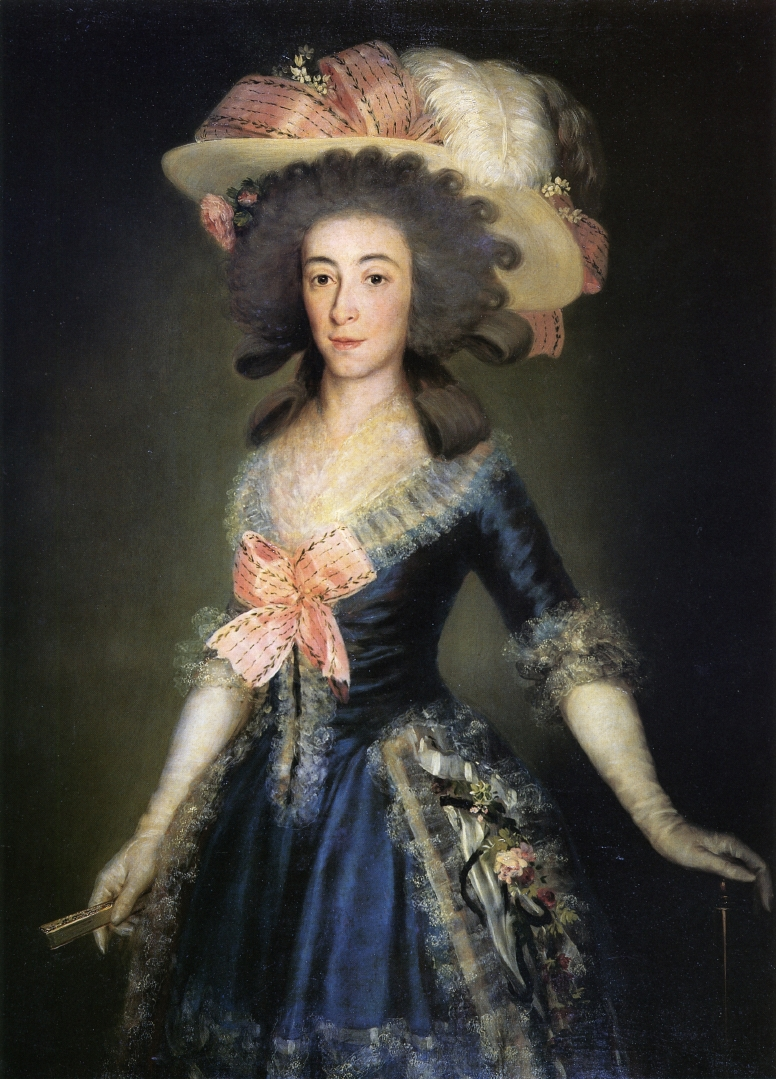
María Josefa Pimentel y Téllez-Girón auf einem Gemälde von Goya

### A
- Anton Georg Graf Apponyi von Nagy-Apponyi (1751–1817), Mitbegründer der Gesellschaft der Musikfreunde in Wien 1812

### B
- Mitrofan Petrowitsch Beljajew (1836–1904), russischer Musikliebhaber
- Carl Christoph Bernoulli (1861–1923), Schweizer Bibliothekar
- Johann Georg von Browne-Camus (1767–1827), russischer Oberst und Malteser Ritter
- Carl Eduard Burckhardt (1855–1946), Jurist

### C
- Guido Chigi Saracini (1880–1965), italienischer Komponist aus Siena
- Christine von Schweden (1626–1689), zweite Tochter des schwedischen Königs Gustav II. Adolf

### D
- Joseph von Deym (Joseph Graf von Deym Freiherr von Střítež, alias Joseph Müller; 1752–1804), böhmischer Standesherr, Kunstmäzen sowie Wachsbildner

### E
- Grafen Erdödy
- Familie Esterházy (Fürsten Paul II. Anton und Nikolaus I.)

### F
- Henry Fanshawe (1569–1616), Eintreiber des Schatzamtes
- Carsten Faurschou (1920–1986), dänischer Versicherungsmakler und Kunstsammler
- Avery Fisher (1906–1994), US-amerikanischer Unternehmer, Erfinder
- Edwin A. Fleisher (1877–1959), Geschäftsmann
- Betty Freeman (1921–2009), USA

### G
- Giulio Litta (1822–1891), italienischer Komponist
- Nikolai Borissowitsch Golizyn (1794–1866), russischer Adliger

### H
- Andreas Heusler, Basel
- Joseph Hoch (1815–1874), deutscher Stifter

### I
- Ibrahim Adil Shah II (1571–1627), Sultanat Bijapur

### K
- Friedrich Wilhelm Konstantin (1801–1869), letzter Fürst von Hohenzollern-Hechingen, Musikmäzen und Protektor der Musikavantgarde seiner Zeit

### L
- Alexandre Jean Joseph Le Riche de La Pouplinière (1693–1762), französischer Steuerpächter, Kunstmäzen und Förderer der französischen Aufklärung
- Lajb Landau (1882–1943), Lemberger Anwalt
- Ferdinand von Lobkowitz (1797–1868), Industrieller
- Ferdinand Georg August Lobkowitz (1850–1926)
- Franz Joseph Maximilian von Lobkowitz (1772–1816), böhmisch-österreichischer Generalmajor
- Moritz von Lobkowitz (1831–1903), Musikwissenschaftler
- Ludwig II. (Bayern) (1845–1886), König von Bayern

### M
- Robert Mayer (1879–1985), deutsch-britischer Geschäftsmann
- Otto Mayr (1887–1977), österreichischer Rechtsanwalt
- Margarete von Österreich (1480–1530), Statthalterin der habsburgischen Niederlande
- Maria Casimira von Polen (1641–1716), französische Adelige
- Nadeschda Filaretowna von Meck (1831–1894)
- Anton Melchior von Menz (1757–1801), Bozner Kaufherr
- Tatiana von Metternich-Winneburg (1915–2006), deutsche Malerin, Schriftstellerin und Mäzenin russischer Herkunft
- Mykola Muraschko (1844–1909), russischer Diplomat und Kunstsammler

### N
- Hans Niemeyer (1834–1917), deutscher Justizrat

### O
- Pietro Ottoboni (Kardinal) (1667–1740), italienischer Kardinal und Librettist

### P
- Benedetto Pamphilj (1653–1730), italienischer Kardinal, Librettist und Komponist
- Giovanni Battista Pamphilj (1574–1655), Papst
- Silvester Paumgartner, Steyrer Cellist
- María Josefa Pimentel y Téllez-Girón (1750–1834), spanische Adlige
- Edmond de Polignac (1834–1901), Komponist

### R
- Anton Radziwiłł (1775–1833), polnischer und preußischer Politiker, Großgrundbesitzer, Komponist
- Andrei Kirillowitsch Rasumowski (1752–1836), russischer Diplomat und Kunstsammler; Sohn des letzten Hetman der Saporoger Kosaken ('Rasumowski-Quartette')
- Werner Reinhart (1884–1951), Schweizer Industrieller und Mäzen
- Friedrich Riggenbach-Stehlin (1821–1904), Basel, Schweizer Bankier
- Jacques Rouché (1862–1957), französischer Herausgeber und Operndirektor

### S
- Paul Sacher (1906–1999), Schweizer Dirigent
- Wilhelm Speyer (1790–1878), deutscher Komponist, auch unter dem Namen „Lieder-Speyer“ bekannt
- Ferenc Graf Széchényi (1754–1820), Kunstmäzen, Stifter des Ungarischen Nationalmuseums
- Ignaz von Sonnleithner (1770–1831), österreichischer Jurist, Autor und Musikmäzen
- Gottfried van Swieten (1733–1803), österreichischer Diplomat

### T
- Maria Wilhelmine von Thun und Hohenstein (1744–1800)
- Klaus Toyka (* 1945), Neurologe

### V
- Alberto Vilar (1940–2021), USA

### W
- Christian Heinrich von Watzdorf (1698–1747), sächsischer Hofbeamter aus der Familie von Watzdorf